# Parti démocrate (Corée du Sud, 1955)
Pour les articles homonymes, voir Parti démocrate (Corée du Sud) et Parti démocrate.
Le Parti démocrate (coréen : 민주당, Minju Dang, DP) était un parti politique sud-coréen. Le parti est considéré comme la première opposition libérale vraiment organisée contre Syngman Rhee du Parti libéral, et comme le prédécesseur de la lignée des partis démocrates sud-coréens.

## Histoire
(avril 2024).
Le contenu est difficilement compréhensible vu les erreurs de traduction, qui sont peut-être dues à l'utilisation d'un logiciel de traduction automatique.
Le parti a officiellement été créé le 18 septembre 1955. Néanmoins, son origine remonte en 1952, lorsque le Parti national démocratique créer un mouvement en faveur de la réforme qui comprenait des membres du parti et des personnalités extérieures[incompréhensible]. Bien que n'ayant pas réussi initialement à vaincre la mauvaise image publique du parti, la controverse autour d'un vote sur un amendement constitutionnel à la fin de 1954 a conduit à la formation d'un bloc de 60 membres au Parlement, qui est devenu le parti démocrate.  Plusieurs conservateurs rejoignirent ensuite le parti, ce qui a entraîné son refus d'admettre les hommes politiques de gauche. 
Le parti n'a pas désigné de candidat pour les élections présidentielles de 1956, mais a présenté Chang Myon comme candidat à la vice-présidence, qui a été élu avec 46,4% des voix. L'attitude du public à l'encontre du pouvoir de Syngman Rhee et du Parti libéral a entraîné une augmentation des tensions. En 1957, Chang Myon a été visé par une tentative d'assassinat, dont il s'en est sorti vivant. 
Lors des élections législatives de 1958, le PD a recueilli 34% des suffrages, remportant 79 sièges et terminant deuxième du Parti libéral au pouvoir. Aux élections présidentielles de mars 1960, Cho Byeong-ok a été désigné comme candidat à la présidence. Cependant, il est décédé peu de temps avant les élections, laissant Syngman Rhee comme seul candidat. Le parti a été défait aux élections vice-présidentielles, cédant la place à Lee Ki-poong. Néanmoins, les protestations des étudiants à propos des résultats ont poussé Rhee à s'exiler avant les élections législatives de juin, remportant une victoire écrasante, remportant 175 sièges sur 233 à la Chambre des communes et 31 sur 58 au Sénat[incompréhensible].
Malgré l’accession au pouvoir, le parti a dû faire face aux querelles entre les « nouvelle » et « ancienne » factions ; un compromis a abouti à l'élection du Premier ministre de la faction Chang et à l'élection de Yun Posun de la "vieille" faction à la présidence lors d'élections indirectes tenues en août[incompréhensible]. À la suite de cela, les tensions internes ont finalement mené à la formation d'un parti séparé, composé de membres de la "vieille" faction.
Après moins d'un an au pouvoir, le gouvernement démocrate a été renversé lors du coup d'État du 16 mai et le parti a cessé ses activités. Toutefois, lorsque la démocratie a été réintroduite en 1963, le parti s'est reconstitué. Lors des élections législatives de 1963, il remporta 13 sièges. L'année suivante, il fusionna avec le Parti des citoyens[Quoi ?].

## Résultats des élections

### Élections présidentielles
| Élection | Candidat à la présidentielle | Candidat à la vice-présidence | Total des voix (la Deuxième République) | pourcentage des voix (sous la Deuxième République) | Total des voix (Vice présidentielle sous la Première République) | pourcentage des voix (Vice Présidentiel sous la Première République) | Résultat           |
| -------- | ---------------------------- | ----------------------------- | --------------------------------------- | -------------------------------------------------- | ---------------------------------------------------------------- | -------------------------------------------------------------------- | ------------------ |
| 1956     | Shin Ik-hee                  | Chang Myon                    | -                                       | -                                                  | 4 012 654                                                        | 46,4%                                                                | Chang Myon élu     |
| 03/1960  | Cho byong-ok                 | Chang Myon                    | -                                       | -                                                  | 1 843 758                                                        | 17,5%                                                                | Révolution d'avril |
| 08/1960  | Yun Po-sun                   | -                             | 208                                     | 82,2%                                              | -                                                                | -                                                                    | Élection gagnée    |

### Élections législatives
| Élections | Sièges | Total des votes | %    | siège au Sénat (sous la Deuxième République) | Total des voix au Sénat (sous la Deuxième République) | pourcentage des voix au Sénat (sous la Deuxième République) | siège à la Chambre des communes (sous la Deuxième République) | Total des voix à la Chambre des communes (sous la Deuxième République) | pourcentage des voix à la Chambre des communes (sous la Deuxième République |
| --------- | ------ | --------------- | ---- | -------------------------------------------- | ----------------------------------------------------- | ----------------------------------------------------------- | ------------------------------------------------------------- | ---------------------------------------------------------------------- | --------------------------------------------------------------------------- |
| 1958      | 79/233 | 2 914 049       | 34,0 | -                                            | -                                                     | -                                                           | -                                                             | -                                                                      | -                                                                           |
| 1960      | -      | -               | -    | 31/51                                        | 5 491 527                                             | 51,4%                                                       | 175/233                                                       | 3 786 401                                                              | 41,7%                                                                       |
| 1963      | 13/175 | 1 264 285       | 13,6 | -                                            | -                                                     | -                                                           | -                                                             | -                                                                      | -                                                                           |